# Kapedianá
Kapedianá, en grec moderne : Καπεδιανά, est un village du dème de Réthymnon, en Crète, en Grèce. Selon le recensement de 2011, la population de Kapedianá compte 25 habitants. Le village est situé à une altitude de 380 m et à 11 km de Réthymnon.

## Recensements de la population
| Recensements | 1900 | 1920 | 1928 | 1940 | 1951 | 1961 | 1971 | 1981 | 1991 | 2001 | 2011 |
| ------------ | ---- | ---- | ---- | ---- | ---- | ---- | ---- | ---- | ---- | ---- | ---- |
| Population   | 125  | 105  | 89   | 102  | 64   | 48   | 35   | 27   | 19   | 25   | 28   |